# Кілва (султанат)
Султанат Кілва (бл. 960 —1506 роки) — середньовічна держава в Східній Африці Кілва, яка утворилася внаслідок підкорення міст-держав народів банту. Відігравала значну роль у торгівлі. Була підкорена Португальським королівством.

## Історія
У X ст. існувала декілька міст-держав на східноафриканському узбережжі, що займалися посередницькою торгівлею — Кілва, Пате, Ламу, Малінді. Тут населення розмовляло переважно мовою суахілі. Близько 960—1000 років Алі ібн аль-Гасан Ширазі, що згідно легенди був одним з синів правителя Ширазу, купив в Альмулі, вождя одного з племен банту, або захопив острів та місто Кілва. З огляду на це, можливо, мав стосунок до Буїдів. Втім напевніше був очільником впливової купецької групи. За кілька років було підкорено сусідній острів Мафія.
У 2-й половині XII ст. султан Сулейман аль-Гасан — підкорив важливе місто-державу Софала, що був важливим посередником в торгівлі золотом і слоновою кісткою. Це принесло значні надходження до скарбниці султанату, що в свою чергу сприяло подальшій експансії і розширенню влади султанів Кілви на все східне узбережжя Африки. Було також підкорено Коморські острови. Близько 1277 року владу в султанаті перебрала єменська династія Махдалі.
З 1420-х років у державі посилюється вплив візирів та емірів внаслідок боротьби за трон між представниками панівної династії. Внаслідок цього влада останньої зменшується. З 1442 року протягом 20 років фактична влада перебувала в еміра Мухаммада Ківабі, що змінив декількох султанів. У 1495 році влада опинилася в еміра Ібрагіма, який невдовзі вбив султана аль-Фудаїла ібн Сулеймана, що обурило намісників у містах, які належали до панівної династії. Це зрештою поступово призвело до послаблення влади султана (фактично еміра Ібрагіма) в ключовим містах та факторіях султанату. В результаті під владою Ібрагіма опинилися землі між Кілвою та Мозамбіком.

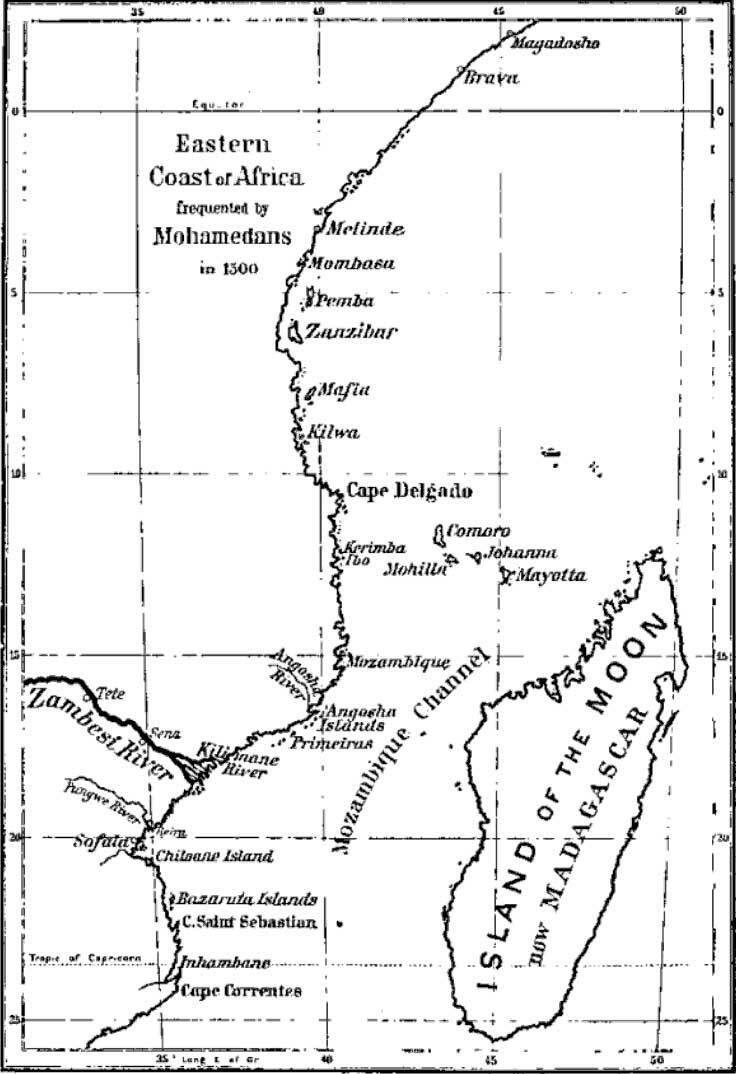
Східна Африка в на початку XVI ст. Показані основні міста Султанату Кілва (з півночі на пвдень) - Малінді. Момбаса, Кілва, Мозамбік. Софала

1497 року до земель султанату Кілва дісталися португальці під командуванням Васко да Гами, що шукав шлях до Індії. Португальський адмірал вступив в контакт з васалами Кілви — Мозамбіком, Момбасою і Малінді, прагнучи заручитися їх підтримкою.
У 1500 році Друга Португальська Індійська армада під керівництвом Педру Алваріша Кабрала прибула безпосередньо до міста Кілви, де Кабрал спробував укласти з еміром Ібрагімом військовий і торгівельний союз, проте марно. 1502 нова Португальська Індійська армада на чолі з Васко да Гамою в союзі з Мозамбіком, Софалою і Малінді здійснила військовий тиск на султана, який мусив заплатити португальцям чималу данину. Невдовзі султана Ібрагіма було повалено, з чого скористалися Малінді, Момбаса, Софала і Мозамбік, які за підтримки португальців оголосили про свою незалежність.
У 1505 році Франсішку де Алмейда на чолі португальського флоту зайняв острів і гавань Кілви. тут було посаджено португальського васала Мухаммада. Португальці звели фортецю Форт Сантьягу в Кілві та залишили залогу на чолі з Педру Феррейрою Фогасою. 1506 року владу султана ліквідували, а землі приєднали до Португалії.

## Територія і населення
На півночі межував з сомалійськими містами-державами Баравата Могадішу, на півдні — простягався до мису Коррентес з містом Інямбане включно. Також султанат володів низкою факторій на о. Мадагаскар.
Основу становили народності банту та арабські переселенці, більшість з яких мешкала у містах (торгівці та ремісники). Ймовірно, знать спочатку була перською. Суміш персоарабської та бантуської культури створила тут самобутню східноафриканську культуру та мову, що відомі нині як суахілі.
При цьому поділ існував більш за релігійною ознакою: мусульмани називали себе ширазі або арабами, банту йменувалися зандж або кафірі.

## Державний устрій

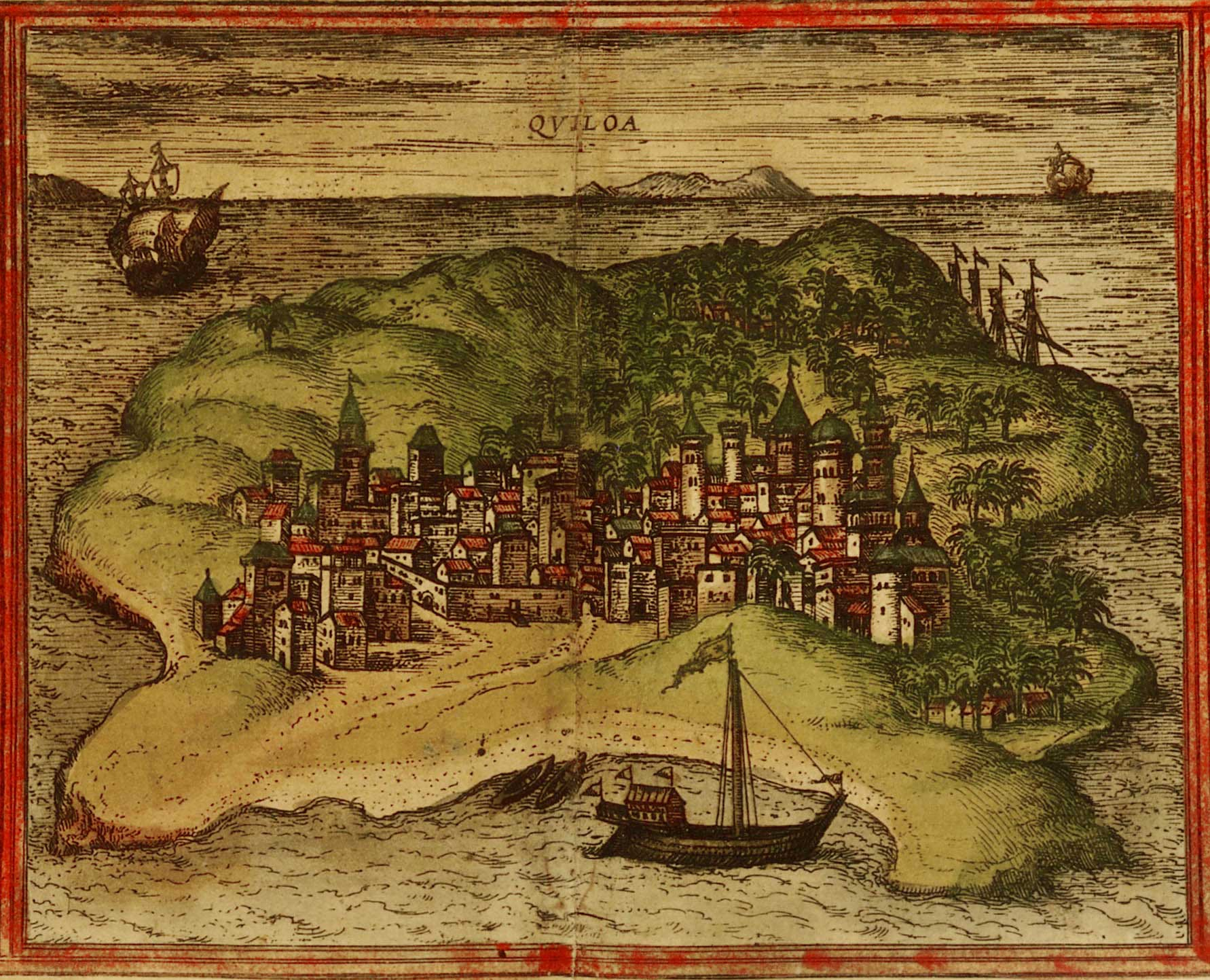
Кілва на гравюрі 1572 р.

Султанат не був централізованою державою. Його устрій нагадував конфедерацію торгових міст, кожна з яких керувалося власною елітою на чолі із шейхами, купецької громадою. Султан забезпечував військовий захист, міг призначити валі (губернатора) або шейха (представника). Авторитет султана в південних містах був вищий за північні, насамперед Софалу і Малінді.

### Султани

#### династія Ширазі
- Алі ібн аль-Гасан Ширазі
- Мухаммад ібн Алі
- Алі ібн Башат
- Дауд ібн Алі I
- Халід ібн Бакр
- аль-Гасан ібн Сулейман
- Алі ібн Дауд I
- Алі ібн Дауд II
- аль-Гасан ібн Дауд
- Сулейман
- Дауд ібн Сулейман
- Сулейман II
- Дауд ібн Сулейман II
- Талут ібн Сулейман
- Гусейн ібн Сулейман I
- Халід ібн Сулейман
- ібн Сулейман
- Алі ібн Дауд III

#### династія Махдалі
- аль-Гасан ібн Талут
- Сулейман III
- Дауд ібн Сулейман III, вперше
- Абу аль-Мавахіб
- Дауд ібн Сулейман III, вдруге
- Сулейман IV, вперше
- Гусейн ібн Сулейман II
- Талут ібн Дауд
- Сулейман IV, вдруге
- Сулейман ібн Сулейман
- Гусейн ібн Сулейман III
- Мухаммад II
- Сулейман VI
- Ісмаїл
- Сулейман, узурпатор
- Мухаммед ібн аль-Гусейн, узерптаор
- Ахмад ібн Сулейман, узурпатор
- аль-Гасан ібн Ісмаїл
- Саїд ібн аль-Гассан
- Сулейман ібн Мухаммед, узурпатор
- Абдулла ібн аль-Гасан
- Алі ібн аль-Гасан II
- аль-Гасан ібн Сулейман, узурпатор (вперше)
- Сабхат ібн Мухаммед
- аль-Гасан ібн Сулейман, узурпатор (вдруге)
- Ібрагім ібн Мухаммед
- Мухаммад Ківабі, узурпатор
- аль-Фудаїл ібн Сулейман
- Ібрагім ібн Сулейман, узурпатор
- Мухаммад ібн Рукн ад-Дін
- Міканте

## Економіка
Основу становила посередницька торгівля, частково ремісництво і рибальство. Торгівля велася з державами Індії, аравійськими містами-державами, еміратами Персії, племенами Східної Африки, насамперед Великим Зімбабве.
Сільське господарство майже не було розвинуно. Зерно, головним чином просо та рис, м'ясо (велика рогата худоба, птиця) та інші харчі для годування населення міст купувались у народів банту.